# Daniil Andriyenko
Daniil Vladímirovich Andriyenko –en ruso, Даниил Владимирович Андриенко– (Krasnodar, URSS, 26 de octubre de 1989) es un deportista ruso que compitió en remo. Ganó dos medallas en el Campeonato Europeo de Remo, en los años 2016 y 2017.

## Palmarés internacional
| Campeonato Europeo | Campeonato Europeo       | Campeonato Europeo | Campeonato Europeo |
| Año                | Lugar                    | Medalla            | Prueba             |
| ------------------ | ------------------------ | ------------------ | ------------------ |
| 2016               | Brandeburgo (Alemania)   | Medalla de plata   | Ocho con timonel   |
| 2017               | Račice (República Checa) | Medalla de bronce  | Cuatro sin timonel |